# Oghamstein von Cloonmorris

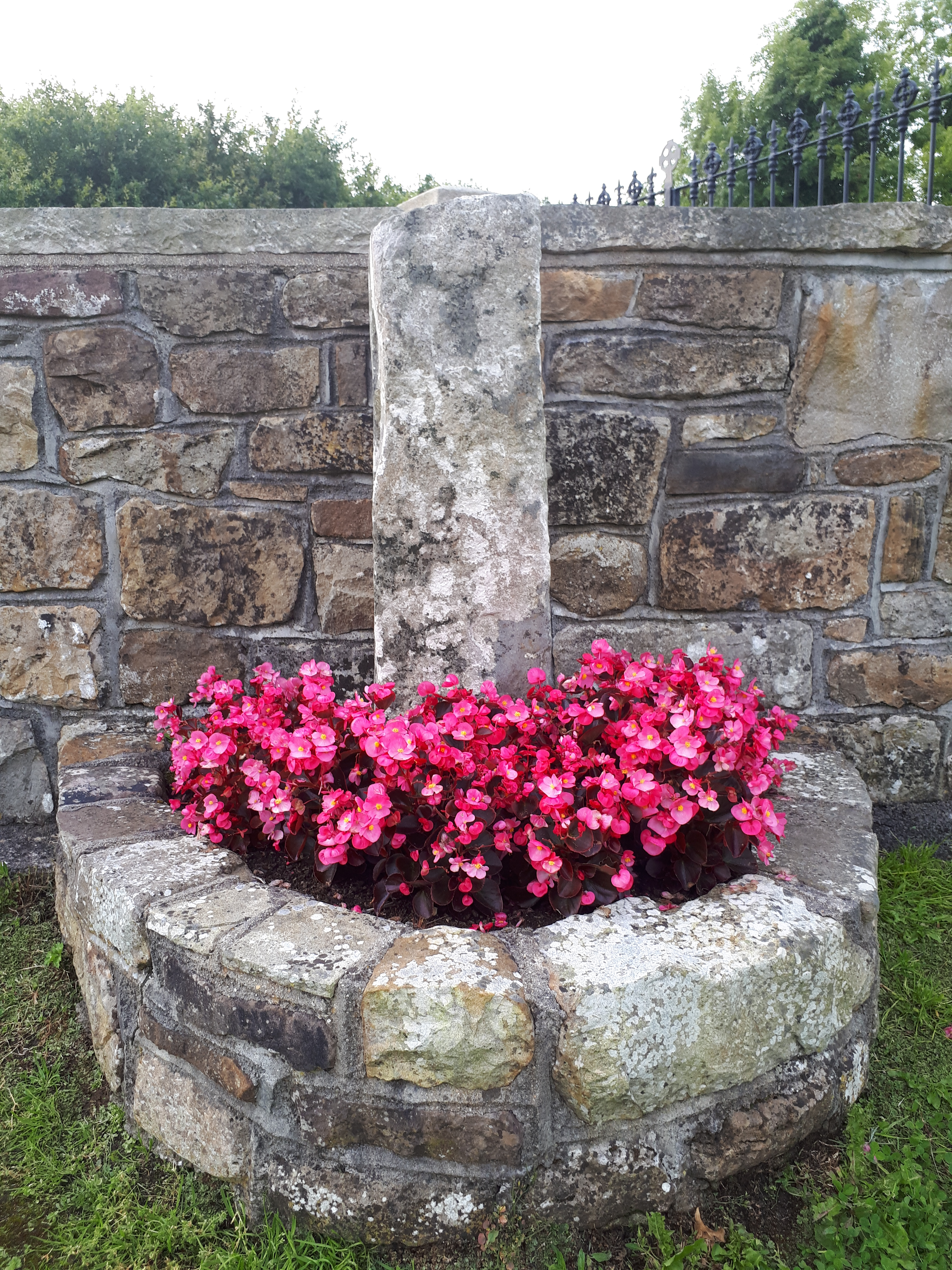
Oghamstein von Cloonmorris

Der Oghamstein von Cloonmorris (irisch Cluain Muirís) steht an der örtlichen Friedhofsmauer, südlich von Bornacoola (irisch Barr na Cúile), im äußersten Süden des County Leitrim nahe der Grenze zum County Longford in Irland.
Der Oghamstein wurde im Jahre 1908 nahe dem östlichen Giebel der Kirche von Cloonmorris entdeckt. Er wurde vor 1978 in der Nähe des Eingangs zum Friedhof umgedreht auf einem Sockel aufgestellt. Er ist 0,86 m hoch, 0,3 m breit und 0,18 m dick und aus silurischem Grit gefertigt. Die beschädigte Inschrift steht an zwei Ecken. Der lesbare Teil lautet „QENUVEN“ und wurde von Sabine Ziegler auf die Zeit zwischen 400 und 550 n. Chr. datiert. 
Im Inneren der Kirche steht ein sehr kleiner Bullaun-Stein.